# Tengku Intan Zaharah
Tengku Intan Zaharah binti Tengku Hitam Omar (Singapore, 13 aprile 1928 – Kuala Lumpur, 24 gennaio 2015) è stata Tengku Ampuan di Terengganu dal 1949 al 1979 e Raja Permaisuri Agong della Malaysia dal 1965 al 1970.

## Primi anni di vita
Tengku Intan nacque a Singapore il 13 aprile 1928. Suo padre, Tengku Setia Raja Terengganu Tengku Hitam Omar, apparteneva alla famiglia reale di Singapore ed era impiegato nel servizio statale civile di Terengganu come Segretario di Stato del sultanato; fu esiliato nel 1897, alla morte dell'ultimo sultano di Singapore, Alauddin Alam Shah. Sua madre era Raja Zainab binti Raja Alang (seconda moglie di suo padre).
Tengku Intan venne educata presso la Malay School di Telok e nel Convento Katong di Singapore.

## Matrimonio
Tengku Intan sposò Ismail Nasiruddin Shah ibni Almarhum Sultan Zainal Abidin III (poi Tengku Paduka Raja di Terengganu) il 3 aprile 1944 come sua seconda moglie. Dall'unione non sono nati figli.
Il 5 novembre 1945 il Consiglio di Stato di Terengganu, composto da tredici membri, annunciò la deposizione del sultano Ali Shah e la nomina di Tengku Ismail come quindicesimo sovrano di Terengganu. Tengku Ismail divenne noto come sultano Ismail Nasiruddin Shah e fu investito ufficialmente il 6 giugno 1949 all'Istana Maziah di Kuala Terengganu.
Di conseguenza, Tengku Intan Zaharah divenne Tengku Ampuan (regina) di Terengganu. La sovrana servì anche come Raja Permaisuri Agong durante il regno di suo marito come quarto Yang di-Pertuan Agong (re supremo della Malesia).
Nel 1979, alla morte del consorte, fu creata Tengku Ampuan Besar (regina madre) di Terengganu. Nel 1998, alla morte del suo figliastro, il sultano Mahmud Al-Muktafi Billah Shah, divenne Tengku Ampuan Tua (grande regina vedova) di Terengganu.

## Morte
Tengku Intan morì all'ospedale Pantai di Kuala Lumpur il 24 gennaio 2015 alle 15.30 a causa di una polmonite. Aveva 86 anni. Il suo corpo venne riportato a Terengganu e fu sepolto accanto al marito presso il Mausoleo Reale della Moschea Abidin di Kuala Terengganu.